# Ballstorps kyrkoruin
Ballstorps kyrkoruin är en ruin efter en kyrka som troligtvis byggdes i slutet av 1100-talet. Kyrkan var en av Västergötlands minsta kyrkor. Invändigt mätte långhuset endast 5 gånger 4,5 meter. Inredningen bestod bland annat av stampat jordgolv, långbänkar längs väggarna, ett högaltare i koret samt en dopfunt, vars fot fortfarande finns kvar.
Kyrkan övergavs på 1500-talet, möjligtvis efter en eldsvåda. Balltorps församling införlivades då med Edsvära församling. Ruinen undersöktes och restaurerades år 1960.
I närheten av kyrkoruinen är en runsten rest.
Ortnamnet, Berdhistorp 1453, är som brukligt för ortnamn på -torp bildat till ett personnamn. Här är det bildat till ett binamn (smeknamn) på personen, Bærdhir/Bærðir, "den skäggige". Detta binamn är i sin tur bildat till en motsvarighet (till exempel bardh) till fornvästnordiska barð, "skägg". Detta ortnamn är ett exempel på hur ett tjockt l utvecklades från ett tidigare uttal -rd.

## Bilder

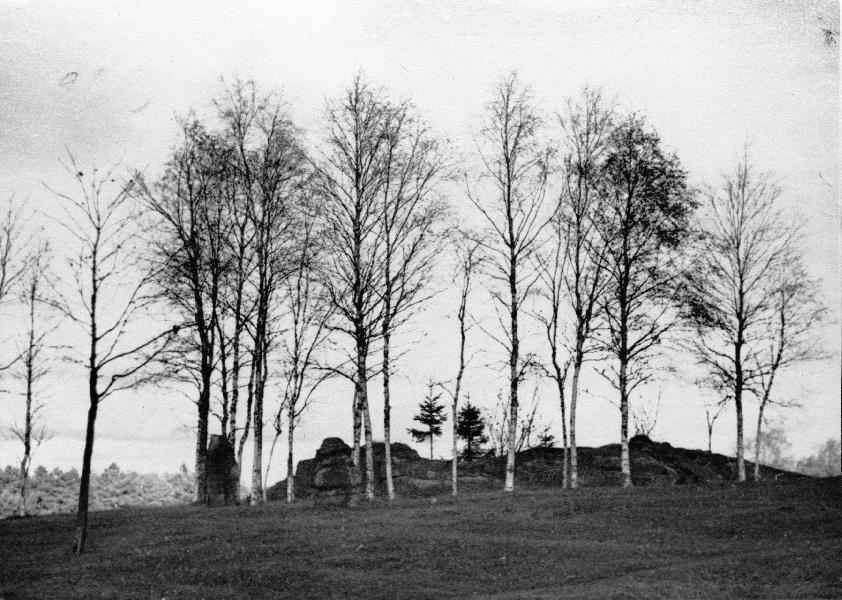
Ruinen 1936.
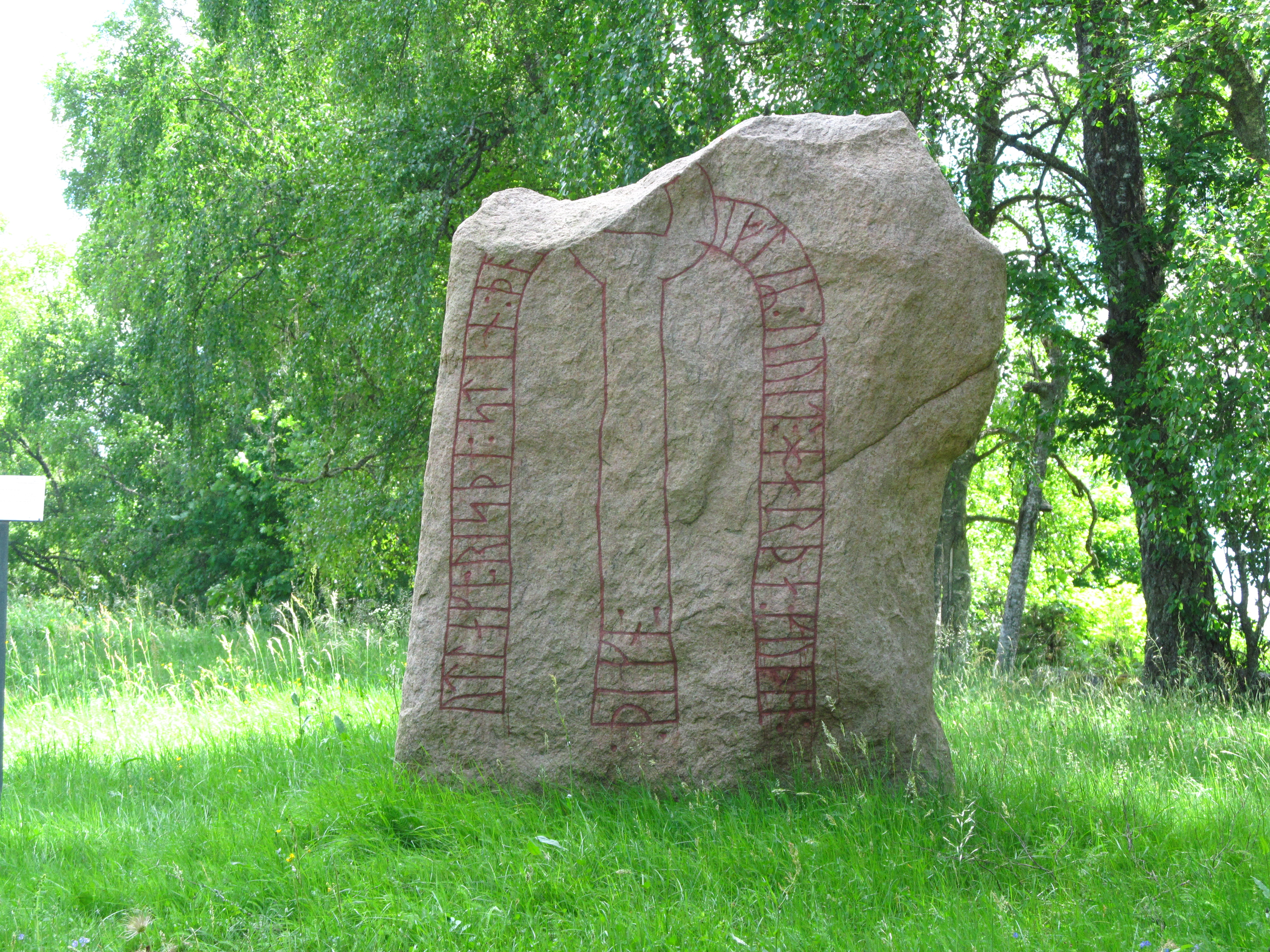
Runstenen strax intill.
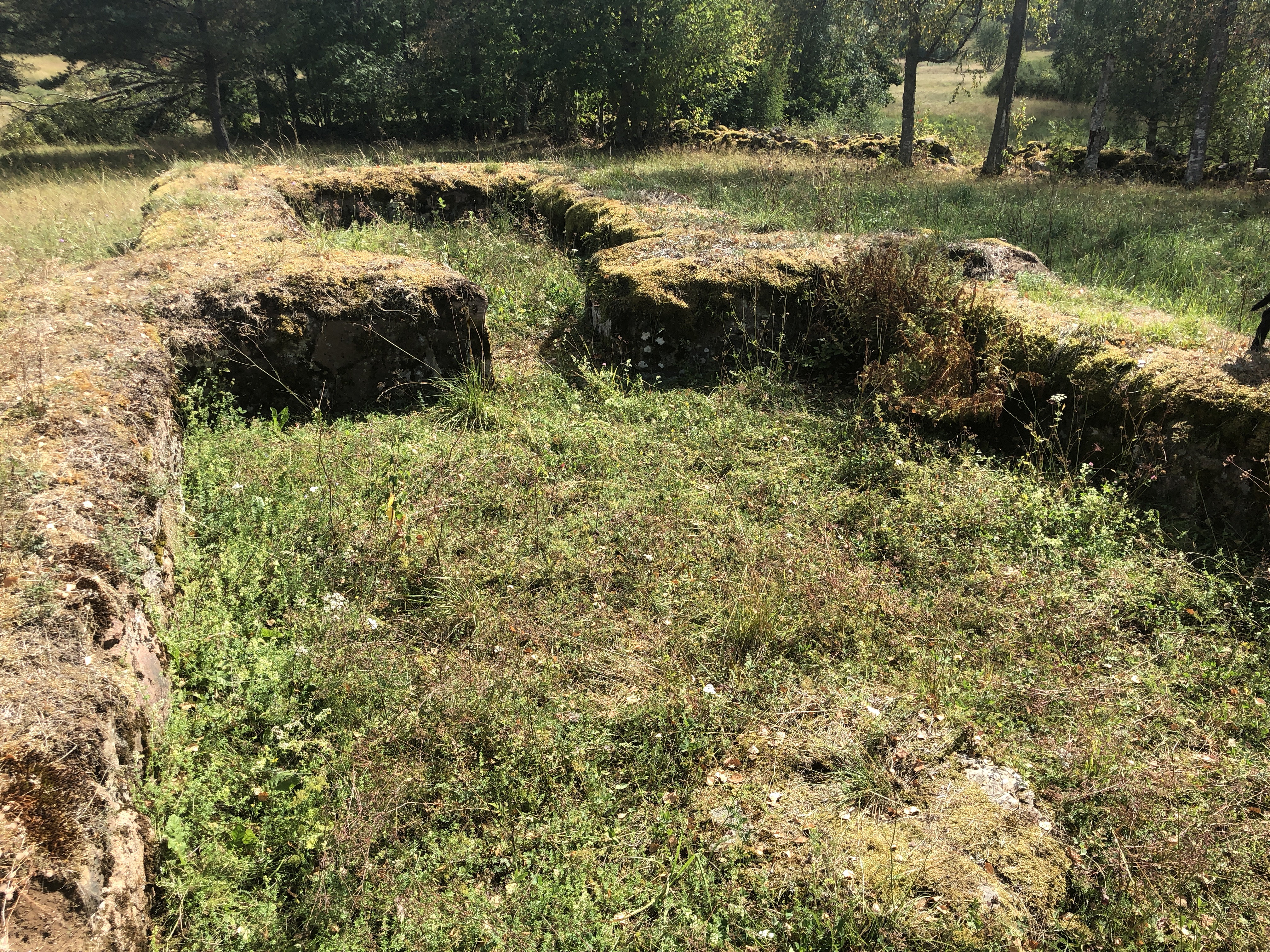
Ruinen 2018 med foten till dopfunten.
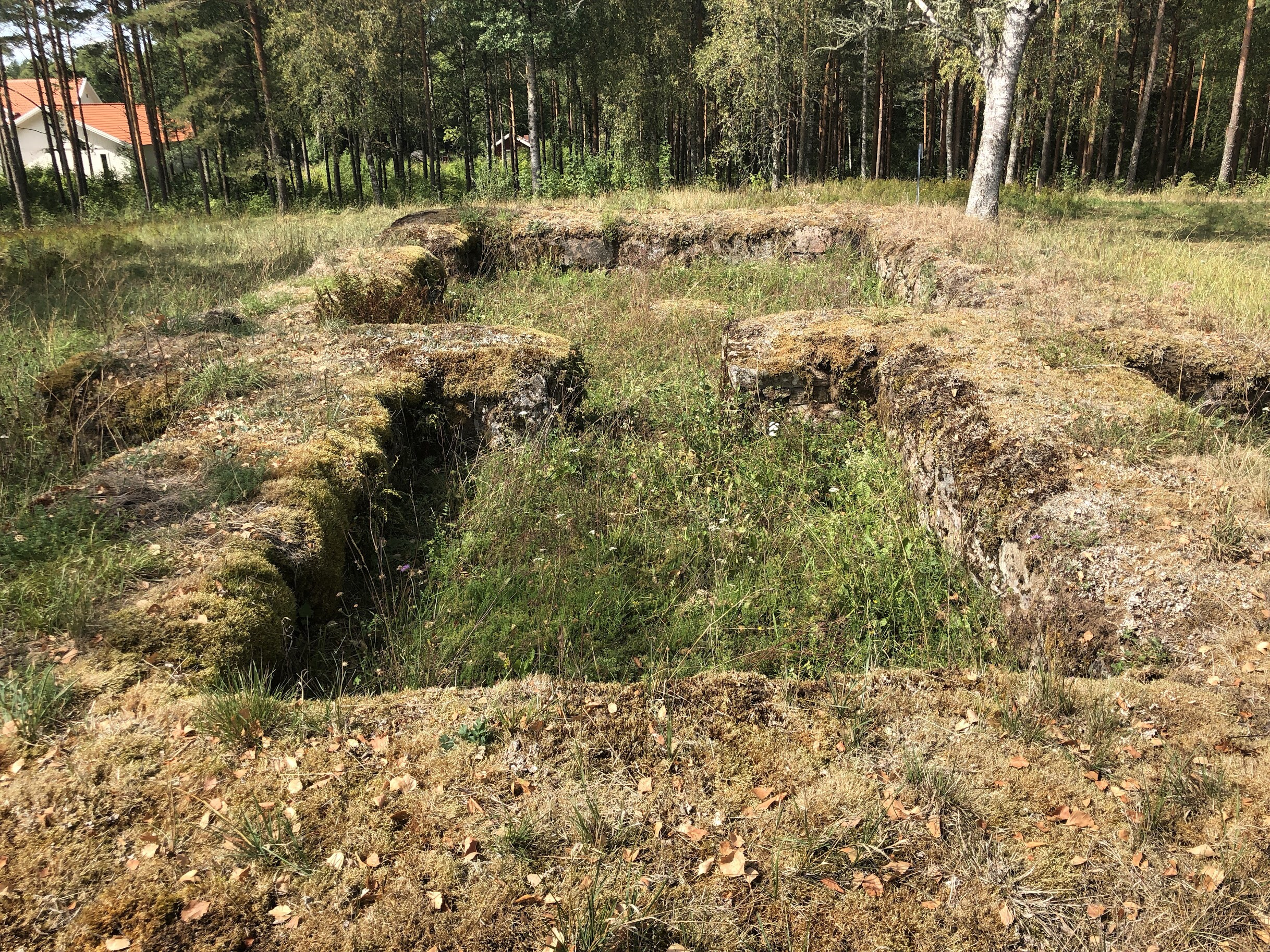
Ruinen 2018 med koret närmast.